# Éditions Lefebvre Sarrut
Éditions Lefebvre Sarrut (ELS) constituye uno de los más importantes Grupos Editores franceses; el primero en Francia y el cuarto mundial en su especialidad de derecho empresarial, contabilidad y recursos humanos.
ELS da empleo a 2 200 colaboradores, generando una cifra de ingresos de 400 millones de euros. Sus dos áreas de actividad son la edición profesional (principalmente jurídica, fiscal y laboral) y la formación (jurídica, fiscal y management).

## Histórico
Éditions Francis Lefebvre se funda en 1930, como extensión natural de las actividades de sus fundadores desde 1894, particularmente en el ámbito de la Formación. Por su parte, Éditions Legislatives se crea en 1947 por Jean Sarrut, inventor del concepto del diccionario permanente,  que compendia lo esencial de la actualidad jurídica en un ámbito conbreo. El grupo resulta de la fusión de las dos citadas empresas en 1999, y de la adquisición de Éditions Dalloz en 2006,  operaciones a las que sigue una política mantenida de expansión internacional.

## Estructura
Sus principales filiales son:
- Éditions Francis Lefebvre, editor de materias fiscal, jurídico, contable y laboral para el mundo de la empresa y su entorno profesional, que integra a 400 personas y genera unos ingresos de más de 100 Millones de euros.[3]
- Éditions Législatives, editor de los Diccionarios Permanentes, Guides de los guías y de los portales RRHH en materia laboral y mercantil.[4]
- Éditions Dalloz, desde 1845 editor jurídico de manuales, códigos, revistas, enciclopedias y productos electrónicos para universitarios y profesionales del derecho, las ciencias políticas, economía y gestión, marketing, ciencias sociales y seguros. Más de 900 títulos bajo las marcas de Dalloz, Sirey, Armand Colin Droit, Delmas, L'Argus de l'assurance y JURIS associations conforman su catálogo.[5]
- Lefebvre-El Derecho, primer editor jurídico en España.
- Indicator, editor jurídico presente en Bélgica y a Reino Unido.
- Sdu, segundo editor jurídico a Países Bajos.
- Ipsoa Francis Lefebvre en Italia, en joint venture con Wolters Kluwer.
- Juris, primer editor electrónico en Alemania, en joint venture con el gobierno federal.
- Formation Francis Lefebvre, para empresas y sus asesores, con predominio fiscal, contable, laboral y jurídico.
- Elegia, líder en formación en derecho laboral y recursos humanos.
- Dalloz Formación, organismo de formación jurídica.
- CSP Formación, entidad de formación profesional presente en 14 ciudades de Francia y Bélgica, propone 550 stages en inter e intra empresas (présentiel, Rich learning®) en 14 materias diferentes tales como management, eficacia y desarrollo personal, comunicación, relación con el cliente, recursos humanos, calidad, medio ambiente, la salud laboral …